# Carlos Poyares
Carlos Câncio Poyares (Colatina, 5 de dezembro de 1928 — Brasília, 5 de maio de 2004) foi compositor e flautista brasileiro.
Carlos Poyares tocou no Bar Clube do Choro nos anos 80 e 90, ao lado de Manezinho da Flauta (sobrinho de Pixinguinha), do bandolinista Jorge Souto (sobrinho-neto do regente Eduardo Souto), da cantora Denise, com vários grupos do clube e, principalmente, com o conjunto Simplicidade. Tocava também no Rua do Choro e na filial do clube, um bar dedicado aos mestres Pixinguinha e Benedito Lacerda, chamado Vou vivendo.

## Biografia
Iniciou seus estudos de flauta aos cinco anos de idade e já aos oito se apresentava em palcos por todo Brasil.
Poyares foi solista de vários conjuntos, entre outros o conjunto regional de Canhoto, na rádio Mayrink Veiga do Rio de Janeiro de 1957 a 1964.
Gravou e apresentou-se com Orlando Silva, Silvio Caldas, Nelson Gonçalves, Dolores Duran, Luiz Vieira, Mário Zan, Luiz Gonzaga, Jackson do Pandeiro, Vicente Celestino, Waldir Azevedo, Tom Jobim e outros.
Em toda sua carreira, Poyares teve 81 álbuns gravados como solista, tendo sido premiado com o melhor disco do ano em 1965, 1975 e 1980. Ganhou a medalha Estácio de Sá no Rio de Janeiro, sendo os três discos tocados com flauta de lata (uma flautinha antiga de brinquedo). Um deles é o disco Som de Prata em Flauta de Lata da gravadora Marcus Pereira, que ainda hoje tem grande vendagem em toda Europa.
Além de músico, foi historiador da música popular instrumental brasileira, pesquisador da vida e obra de Pixinguinha. Fundou Escola de Música da faculdade de Penápolis, interior de São Paulo, e foi idealizador e diretor da escola do choro de Brasília.
Foi também solista durante oito anos no Real Baile da Saudade de Francisco Petrônio e atração principal por dez anos do Clube do Choro de São Paulo, e um dos fundadores e também atração principal da Rua do Choro (rua João Moura) no bairro de Pinheiros São Paulo.
Representou o Brasil em 1994 oficialmente pelo Ministério das Relações Exteriores e Banco do Brasil, se apresentando com seu conjunto em Portugal, Espanha, França e inclusive recebendo aplausos da Coroa Imperial na Haia, nos Países Baixos.
Poyares apresentou-se em setembro de 1994 na Feira do Livro de Frankfurt, na Alemanha. Excursionou em Tóquio e Osaca no Japão, em outubro de 1994, pelo festejos do centenário da Amizade Brasil-Japão.
Abrilhantou a inauguração do shopping Galeria Pacifíco, em agosto de 1995, em Buenos Aires, com aplausos do presidente Menem, com a presença da Exma. Sra. Dorothea Werneck, então Ministra da Fazenda do Brasil, e do Sr. Caio Luis de Carvalho (Caito), presidente da Embratur.
Vencedor, em 1994, do concurso internacional de música Fête de la Musique em Paris, que se realiza anualmente todo 21 de junho, sendo o primeiro lugar ente 600 conjuntos do mundo todo, laureado com a crônica de Jean Soublin, maior cronista música da França da atualidade.

## Morte
Morreu em decorrência de um acidente vascular cerebral, aos 75 anos de idade, no Hospital de Base do Distrito Federal, onde estava internado desde a semana anterior, em razão de problemas da mesma natureza. Estava gravando um CD com adolescentes alunos da Escola de Choro Raphael Rabello, a maioria integrante do conjunto Sorrindo á-toa. O trabalho encontrava-se na fase final, de retoques.